# Kosice Open
Il Košice Open è stato un torneo professionistico di tennis giocato sulla terra rossa, che faceva parte dell'ATP Challenger Tour. Si giocava annualmente a Košice in Slovacchia dal 2003 al 2014.
Nel 2015 viene spostato a Poprad e prende il nome Poprad-Tatry ATP Challenger Tour. Nel 2019 cambia nuovamente sede, viene portato a Bratislava dove si disputa come prima edizione del Bratislava Open.

## Albo d'oro

### Singolare
| Anno | Campione                 | Finalista               | Punteggio        |
| ---- | ------------------------ | ----------------------- | ---------------- |
| 2003 | Martín Vassallo Argüello | Hermes Gamonal          | 6–3, 6–3         |
| 2004 | Peter Luczak             | Janko Tipsarević        | 7–5, 7–5         |
| 2005 | Răzvan Sabău             | Adam Chadaj             | 6–1, 6–2         |
| 2006 | Nicolas Devilder         | Gorka Fraile            | 6–0, 6–1         |
| 2007 | Jérémy Chardy            | Denis Gremelmayr        | 4–6, 7–6(5), 6–4 |
| 2008 | Lukáš Rosol              | Miguel Ángel López Jaén | 7–5, 6–1         |
| 2009 | Stéphane Robert          | Jiří Vaněk              | 7–6(5), 7–6(5)   |
| 2010 | Rubén Ramírez Hidalgo    | Filip Krajinović        | 6–3, 6–2         |
| 2011 | Simon Greul              | Victor Crivoi           | 6–2, 6–1         |
| 2012 | Aljaž Bedene             | Simon Greul             | 7–6(1), 6–2      |
| 2013 | Michail Kukuškin         | Damir Džumhur           | 6–4, 1–6, 6–2    |
| 2014 | Frank Dancevic           | Norbert Gombos          | 6–2, 3–6, 6–2    |

### Doppio
| Anno | Campioni                               | Finalisti                                  | Punteggio         |
| ---- | -------------------------------------- | ------------------------------------------ | ----------------- |
| 2003 | Stephen Huss Myles Wakefield           | Álex López Morón Andrés Schneiter          | 6–4, 6–3          |
| 2004 | Devin Bowen Peter Luczak               | Jan Hernych Petr Kralert                   | 6–2, 7–6(6)       |
| 2005 | Petr Luxa Igor Zelenay (1)             | Johan Landsberg Harel Levy                 | 6–4, 6–2          |
| 2006 | Victor Bruthans Pavel Šnobel           | Kamil Čapkovič Lukáš Lacko                 | 7–5, 5–7, [10–4]  |
| 2007 | Filip Polášek Lukáš Rosol              | Leonardo Azzaro Flavio Cipolla             | 6–1, 7–6(5)       |
| 2008 | Tomasz Bednarek (1) Igor Zelenay (2)   | Miguel Ángel López Jaén Carlos Poch-Gradin | 6–1, 4–6, [13–11] |
| 2009 | Rubén Ramírez Hidalgo Santiago Ventura | Dominik Hrbatý Martin Kližan               | 6–2, 7–6(5)       |
| 2010 | Miloslav Mečíř Jr. Marek Semjan        | Ricardo Hocevar Caio Zampieri              | 3–6, 6–1, [13–11] |
| 2011 | Simon Greul Bastian Knittel            | Facundo Bagnis Eduardo Schwank             | 2–6, 6–3, [11–9]  |
| 2012 | Tomasz Bednarek (2) Mateusz Kowalczyk  | Uladzimir Ihnacik Andrej Vasilevskij       | 2–6, 7–5, [14–12] |
| 2013 | Kamil Čapkovič Igor Zelenay (3)        | Gero Kretschmer Alexander Satschko         | 6–4, 7–6(5)       |
| 2014 | Facundo Argüello Ariel Behar           | Andriej Kapaś Błażej Koniusz               | 6-4, 7–6(4)       |